# Изяславское наместничество
Изяславское наместничество — административно-территориальное образование в Российской империи, существовавшее в 1793—1795 годы. Губернский город — Изяслав.
Образовано указом от 23 апреля 1793 года на территориях, отошедших к Российской империи после второго раздела Речи Посполитой.
В 1795 году после Третьего раздела Речи Посполитой Изяславское наместничество было ликвидировано, а его земли вошли в состав Волынского и Подольского наместничества.